# Pranayama

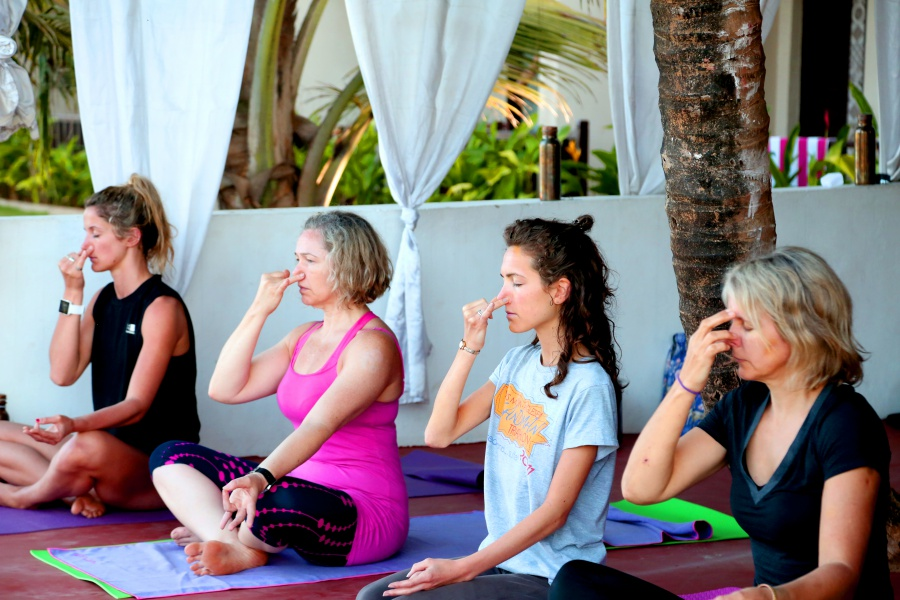
Een pranayama-oefening in Goa (India)

Pranayama (Sanskriet: m., प्राणायाम (Devanagari), prāṇāyāma (IAST); prāṇa = "levenskracht", ayāma = "beheersing"), is een term uit de yogabeoefening waarmee de beheersing van de ademhaling wordt bedoeld. Pranayama is verder ook het loslaten van de ademtocht of het reguleren van de ademhaling. De beheerste ademhaling en levensenergie die men hieraan kan ontlenen wordt in de yoga en het hindoeïstische filosofie aangeduid als prana.
Veel pranayama-oefeningen leggen de nadruk op het verlengen en vasthouden van de ademhaling. In sommige gevallen kan de uitademing bijvoorbeeld tweemaal zo lang duren als de inademing en het vasthouden van de ademhaling (kumbhaka) wel viermaal zo lang. Een ander belangrijk uitgangspunt van pranayama is de neusademhaling. In de neus wordt de lucht gezuiverd, verwarmd en vochtiger gemaakt en worden geuren waargenomen. Het ademen door de neus is daarom gezonder dan de mondademhaling. Mystiek beschouwd, is het opsnuiven van prana de belangrijkste reden om door de neus te ademen. Volgens Sivananda stroomt het prana door de reukorganen naar het centraal zenuwstelsel waarna het uiteindelijk de hersenen bereikt.

## Overzicht
Swami Yogananda omschrijft pranayama in zijn Autobiografie van een yogi (1946) als "de beheersing van de ijle levensstromingen", die prana in de yoga maar ook wel vitale levensenergie worden genoemd, waardoor hij er ook wel de betekenis van "controle over de levenskracht" aan verleent. De beoefening van pranayama heeft twee belangrijke doelen in de yoga. Fysiek is dat: meer zuurstof in het bloed te brengen, waardoor er ook meer zuurstof naar de hersenen wordt aangevoerd. Mystiek hebben de pranayamatechnieken tot doel om prana te beheersen. Volgens Yogananda verliest het menselijke lichaam door de regelmatige beoefening van pranayama een bepaalde grofheid, waardoor de zwaartekracht minder druk op het lichaam uitoefent. Hij biedt ook een tweede vertaling, waarbij hij in de samenstelling van pranayama niet alleen het woord yama ziet, maar ook ayama, dat "vermeerderen" betekent. Bij Sanskrietsamenvoegingen valt namelijk de tweede a op de grens van de samenstellende woorden weg, waardoor hij aan pranayama eveneens de betekenis van "vermeerdering van de levensenergie" verleent.
Volgens Sri Sivananda, inspirator van de Sivananda-yogaleer, schenkt de beoefening van pranayama het lichaam nieuwe vitaliteit, brengt de gevoelens tot rust en zorgt voor een heldere geest. Hierbij moeten de oefeningen op een juiste manier worden uitgevoerd en moet er gebruikgemaakt worden van de juiste ademhalingstechnieken. De juiste ademhaling kan per oefening verschillen en is in zijn algemeenheid de volledige ademhaling. In deze ademhaling wordt er volledig gebruikgemaakt van het middenrif. Verder worden er nog drie andere oefeningen tot de belangrijkste ademhalingen gerekend, te weten de samanu, anuloma viloma en kapalabhati.

### Acht geledingen van raja yoga

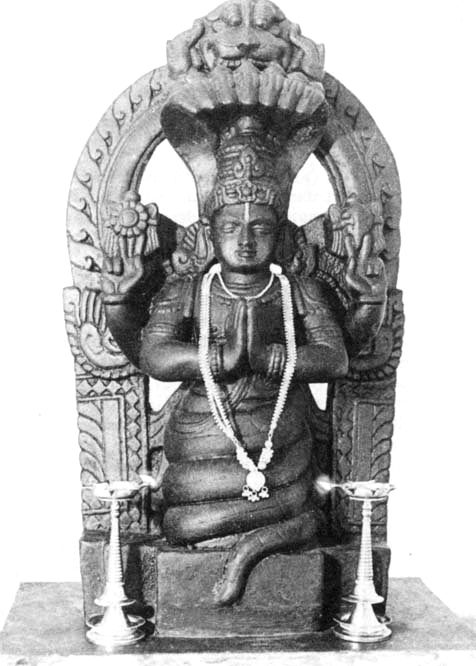
Patanjali als de incarnatie van Adi Sesha

De beoefening van pranayama is volgens vooraanstaande yogi's even belangrijk als de beoefening van asana's (yogahoudingen) en is uitvoerig beschreven door Patanjali in zijn Yogasoetra's, omstreeks de 2e eeuw v.Chr. In dit klassieke document beschreef hij de acht geledingen van de yoga als onderdeel van de raja yoga, ook wel de yoga van de koninklijke weg, waarvan pranayama de vierde en asana de derde geleding of stap is.
Deze acht geledingen zijn:
- de yama, die naar de vijf onthoudingen verwijzen,
- de niyama: de vijf voorschriften in de yoga,
- de asana's voor de lichamelijke oefening,
- de pranayama-ademhalingstechnieken,
- de pratyahara: het terugtrekken van de zintuigen,
- de dharana-concentratieoefeningen,
- de dhyana, meditatieoefeningen,
- en tot slot de volledige overgave in de samadhi en daarmee de vereniging met brahma (de personificatie van het scheppende aspect van de goddelijke drie-eenheid in het hindoeïsme).[7]

In het Westen is er in het algemeen veel minder aandacht voor de religieus-filosofische kant van de yoga en wordt yoga voornamelijk beoefend als een soort wekelijks fitness- of ontspanningsuurtje. Voor yogi's in vooral India maken echter ook de andere zes elementen van raja yoga een belangrijk onderdeel uit van de yogabeoefening en ze voeren yoga niet zonder raja yoga uit. Dit komt vooral goed naar voren in de Hatha yoga pradipika, een ander gezaghebbend klassiek document dat in de 15e eeuw is geschreven. Hierin beschrijft Swami Swatmarama de vereniging van de hatha yoga met de raja yoga en stelt hij dat beide yogastijlen deel moeten uitmaken van de yogabeoefening.

### Volledige ademhaling

Middenrifademhaling

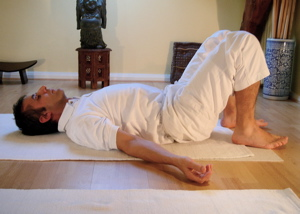
Rugligging variatie

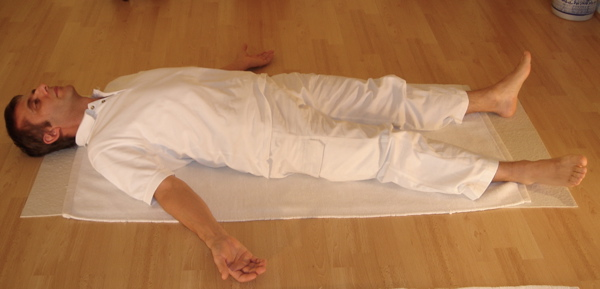
Rugligging Savasana

De volledige ademhaling verenigt de volgende drie ademhalingen tot een geheel in een natuurlijke, ritmische beweging:
- de middenrifademhaling (ook wel abdominale ademhaling of buikademhaling),
- de flankademhaling (ook wel costale ademhaling of borstademhaling),
- de sleutelbeenademhaling (ook wel claviculaire ademhaling of hoge ademhaling).[8]

De volledige ademhaling is de meest gezonde manier van ademhalen in een gewone situatie. De verschillende soorten ademhaling zijn niet alleen een belangrijk onderdeel in de yoga, maar ook in andere filosofieën zoals Chi Kung en Tai chi. Bewuste ademhalingstechnieken worden verder gebruikt in zang en muziek.
In pranayama's wordt niet altijd volledig geademd, omdat ze de vorm hebben van een oefening met als doel bepaalde effecten te bereiken op lichaam en geest, maar ook om het lichaam weer volledig te leren ademen. De volledige ademhaling verloopt het natuurlijkst wanneer de uitvoering een soepele en onafgebroken samenhang heeft en de drie fasen elkaar opvolgen zonder dat de continuïteit verbreekt.
Een goede ademhaling begint volgens yogi André Van Lysebeth met een volledige uitademing, waarbij de longen goed geleegd zijn. Vervolgens begint de inademing in de buik met de middenrifademhaling, daarna ook in de flanken en ten slotte in het bovenste deel van de longen waardoor de sleutelbeenderen omhoog komen. De middenrifspier is de krachtigste ademhalingsspier van het lichaam en kan bij de inademing acht tot twaalf centimeter zakken. Volgens pranayamadocent en aikidoka Aalt Aalten zakt bij de meeste mensen de middenrifspier maar enkele centimeters, wat volgens hem nauwelijks voldoende is om van te leven.
De volledige ademhaling heet in de yoga ook wel de dirgha of dergha pranayama en drieledige ademhaling. De ademhaling voert men met een rechte rug in de kleermakerszit uit; zij kent drie doorgangen. In de eerste doorgang wordt er diep in- en uitgeademd in de middenrifademhaling, vervolgens wordt er begonnen in de middenrifademhaling en wordt daar de flankademhaling achteraan gedaan. Na de uitademing wordt uiteindelijk de volledige ademhaling van onder uit de buik uitgevoerd en worden de longen naar boven toe gevuld. Dit wordt meerdere keren achter elkaar gedaan.
Soms ontstaan er rugklachten bij het oefenen van in het bijzonder de middenrif- of buikademhaling. Om dit tegen te gaan wordt ook wel aangeraden de oefening op de rug liggend te doen, waardoor de buikspieren zich ontspannen en de rug recht blijft. In gevallen dat de rug na het doen van de ademhalingsoefeningen krom gaat zitten, is dit euvel hierdoor ook voorkomen.
De naam buikademhaling is soms ook een oorzaak van rugklachten, omdat de aandacht tijdens het ademen naar de buik gaat. De buik ademt dan als het ware op en neer, waardoor ook de rug hol gaat staan. Bij een goed uitgevoerde buikademhaling zet echter de gehele onderkant van het lichaam zich uit. Aalten noemt deze ademhaling daarom de bekkenbodem-adembeweging, omdat de aandacht bij deze benaming naar de bekkenbodem gaat en de rug recht blijft en rugklachten worden voorkomen.
Volgens Aalten is een goede adembeweging fundamenteel en dé voorwaarde voor een goede kwaliteit van het leven. Mensen die vanuit hun borstkas ademen kunnen zich naar zijn ervaring onmogelijk rustig voelen. Echter, geeft hij aan, behoudt iemand die vanuit de middenrifademhaling ademhaalt kracht en rust in zich en is hij of zij beter in staat te luisteren en te overzien.

### Prana

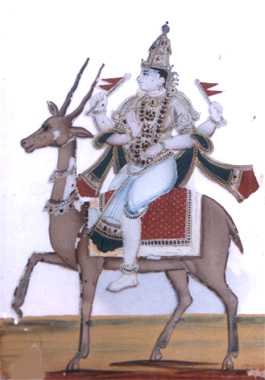
Vayu Oppergod van de Wind

Prana komt in de hindoeïstische mythologie voor als een van de vijf windgoden van de Oppergod van de Wind, Vayu. De andere vier zijn: Apana, Udana, Samana en Vyana. Vāyu is Sanskriet voor "hij die blaast" en prāna betekent "ademen", ook wel "levensadem". Hij is daarom ook wel de "god van het leven". Andere namen zijn Mukhya Vāyu ("de heerser Vayu") of Mukhya Prāna ("de heerser van het Leven"). Vayu is volgens hymnes uitzonderlijk mooi en rijdt geruisloos voort in zijn glanzende paardenspan, die voortgetrokken wordt door twee, door negenenveertig of ook wel door duizend witte en paarse paarden. Een wit vaandel is zijn belangrijkste kenmerk.
Binnen de yoga is prana een van de vijf vitale levensstromen, met een verwijzing naar dezelfde goden uit de hindoeïstische mythologie. Prana wordt gelijkgesteld aan Vayu en vertegenwoordigt daarbij alle vijf stromen tezamen. Van deze stromen gelooft men dat het lichaam ze opwekt en dat ze alle biologische processen beheersen.
Deze functies worden niet algemeen geaccepteerd in de wetenschap. Critici verwerpen zowel de filosofieën rond levenskracht als ook andere verwijzingen ernaar zoals prana binnen de yoga en de ayurveda, of qi binnen de acupunctuur en andere alternatieve geneeswijzen. Door te stellen dat een onevenwichtigheid van de levenskracht ziekte veroorzaakt, laten de voorsprekers, ook wel vitalisten genoemd, zich naar hun mening leiden door persoonlijke ervaring, gevoelsmatige voldoening en vooroordelen. Critici pleiten voor technieken voor bewijsvoering en objectiviteit in de medische wetenschap zoals onder andere de natuur- en scheikunde ze hanteren, zoals de aanvaarding van de stoffelijke werkelijkheid, de werking van oorzaak en gevolg, en de toetsbaarheid van hypothesen.
Vitalisten stellen op hun beurt dat ze aan de bron van gezondheid werken door uit te gaan van het zelfhelend vermogen van het lichaam en dat ze dit doen door het werken met de levenskracht. In hun ogen houdt de medische wetenschap zich met symptoombestrijding bezig. Goswami Kriyananda ziet het bewijs van het bestaan en functioneren van de levenskracht in het gegeven dat de toevoer van enkel zuurstof niet voldoende is voor een mens om van te leven, omdat een gestorven mens niet door toevoer van enkel en alleen zuurstof weer opnieuw doorgaat met leven.
Het begrip prana bestaat ook afzonderlijk naast de andere vier stromen en de vijf verschillende stromen hebben in de yogamystiek de volgende functies:
Prana is hierin verantwoordelijk voor de hartslag en de ademhaling en komt het lichaam binnen door de ademhaling. Het wordt via het bloedvatenstelsel vervoerd naar alle lichaamscellen. Prana is als het ware ingeademde energie die nodig is voor de levenskracht, zodat men op mentaal, emotioneel en fysiek niveau kan functioneren.

Apana beheerst de uitscheiding van afvalstoffen in het lichaam via de stofwisseling.

Udana reguleert geluid van de stembanden en is de bewuste energie die wordt gebruikt voor bijvoorbeeld het spreken, zingen, lachen en huilen.

Samana regelt de spijsvertering, de aanmaak en het herstel van lichaamscellen en de groei van de mens. Aura's zijn de projecties van deze stroom en ze zouden te zien zijn bij iedereen die mediteert. Van yogi's die samana oefenen wordt beweerd dat ze naar behoefte een vlammende aura zouden kunnen oproepen.

Vyana stellen het lichaam in staat zich uit te zetten en in te krimpen, zoals dat bijvoorbeeld bij spierbewegingen gebeurt.
De yoga- en hindoeïstische filosofie gaat er verder van uit dat deze levensstromen met elkaar in contact staan via de verschillende chakra's (Sanskriet voor wielen). In de meest gangbare filosofieën bestaan er zeven van deze chakra's of energiegebieden in ons lichaam. Ze draaien in hoge snelheid rond als een wiel en staan met elkaar in contact via een stelsel van nadi's, kanalen van levensenergie binnen het subtiele menselijk wezen (Sanskriet:kosha's). Het prana gaat bij de beoefening van yoga naar de verschillende delen van het lichaam, wat de mens een grotere vitaliteit oplevert. Technieken hiervoor zijn het richten van de aandacht, het inzetten van de ademhalingstechnieken uit de pranayama en het doen van meditatie. Het regelmatig beoefenen van pranayama ondersteunt het vermogen om prana mentaal te sturen en te beheersen, waarbij het prana wordt opgeslagen in de organen of chakra's.

## Geschriften

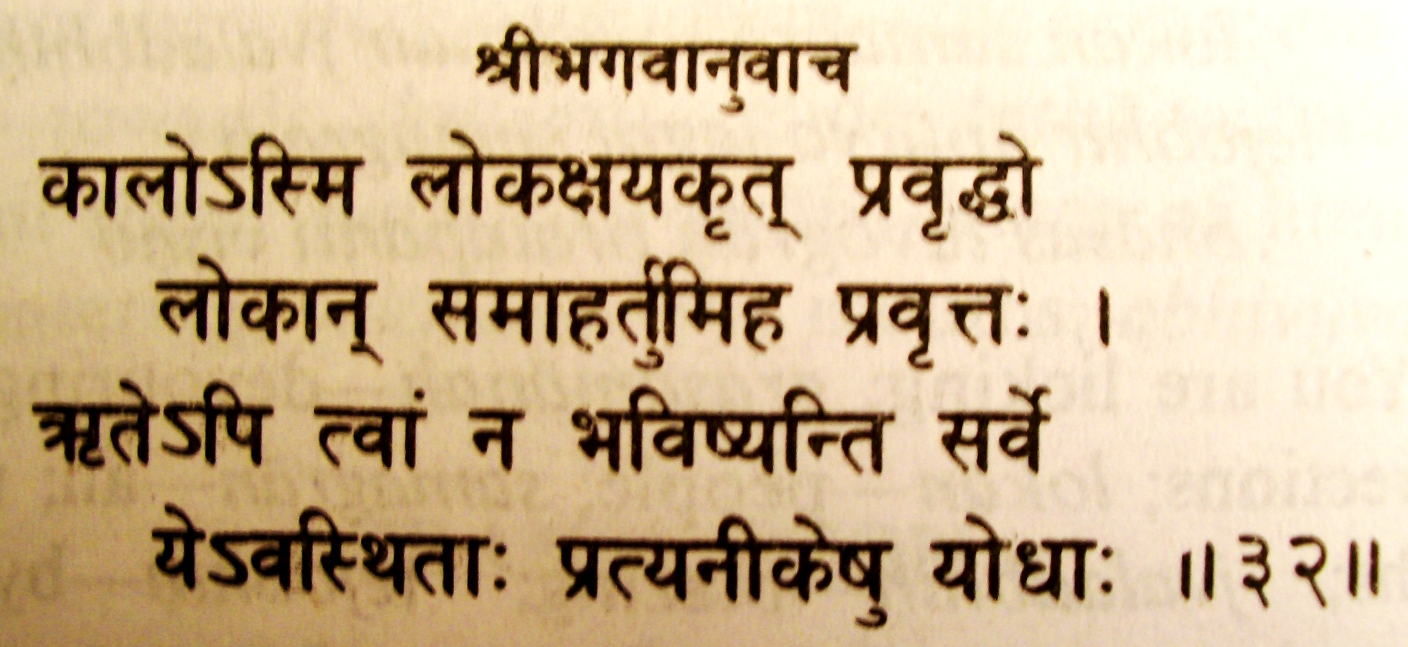
Bhagavad gita, hoofdstuk 11:32.

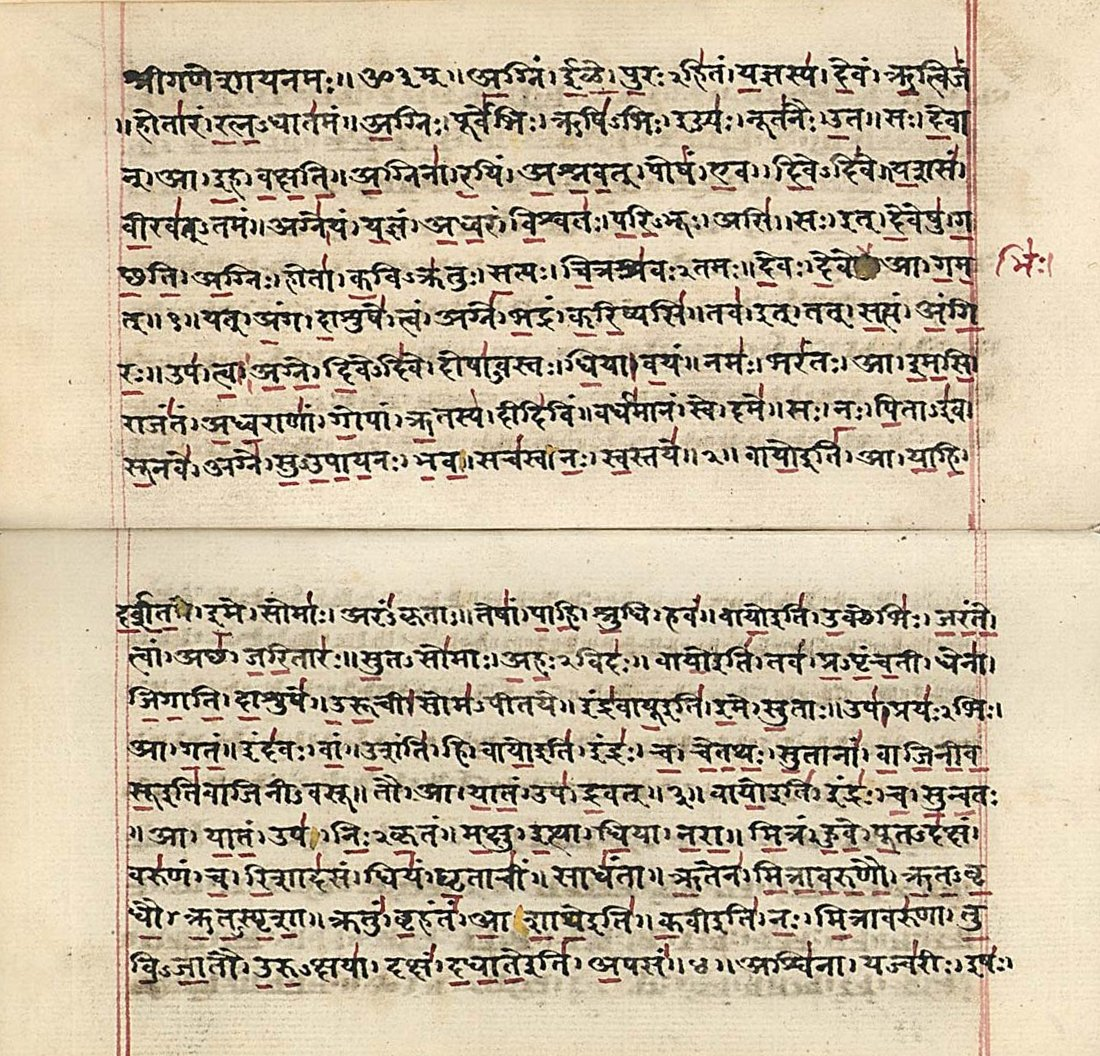
Rig-Veda, exemplaar in het Devanagari uit begin 19e eeuw.

Pranayama is al beschreven in vers 4.29 van de Bhagavad gita. De Bhagavad gita (letterlijk "Lied van de Heer") is onderdeel van een zeer omvangrijk episch gedicht, het Mahabharata (letterlijk "Groot India"), een belangrijk werk in de hindoeïstische filosofie. Het geschrift is een dialoog tussen God Krishna en prins Arjuna vóór de aanvang van een grote militaire slag op het veld van Kuruksetra (Bharatavarsa) in India van zo'n vijfduizend jaar terug.
De eerste beschrijving van prana komt voor in de Upanishaden, die een onderdeel zijn van de Shrutigeschriften; de oudste Upanishaden behoren tot de Vedische geschriften. Zij komen voor bij elk van de vier Veda's. Ze vormen als het ware een filosofisch aanhangsel bij de hymnen en voorschriften der Veda's. Het woord Upanishad betekent letterlijk: "neerzitten bij" en duidt op het zitten van de leerling aan de voeten van de meester. Vandaar dat Upanishad ook "onderricht" betekent. De onderrichtingen van de Upanishaden zijn uitgewerkt in de Vedantafilosofie.
Pranayama is het vierde pad van het achtvoudige yogapad in de Yogasoetra's. Hierin schrijft Patanjali onder andere:
49. Prânâyâma moet men beoefenen na beheersing van de âsana's. Prânâyâma is de beheersing van het in- en uitademen en van het vasthouden van de adem.
50. Er bestaan drie basistechnieken: lange, voorzichtige inademing, uitademing en het vasthouden van de adem; alle worden nauwkeurig geregeld overeenkomstig tijdsduur en plaats.
51. Een vierde techniek gaat de in- en uitademing te boven.
52. en neemt de sluier van het licht weg,
53. zodat de geest (manas) geschikt wordt voor dhârâna.— Patanjali, Yogasoetra's, II: 49-53

## Effecten van ademhalingstechnieken op de gezondheid

Gaswisseling in de longblaasjes

Beheersing van de ademhaling komt veel vaker voor dan in de yoga alleen; zoals in revalidatie, sport en zang. In de yoga voert men de pranayamatechnieken vooral uit als ontspanningstechniek en voor het verhelpen van stressgerelateerde klachten. Verder voorziet de ademhaling het lichaam van zuurstof, nodig voor de verbranding, of de afbraak van stoffen waarbij energie vrij komt. Al beslaan de menselijke hersenen slechts 2% van het lichaamsvolume, ze gebruiken een tienvoud aan zuurstof in vergelijking met de rest van het lichaam en verbruiken een kwart van de totale energie. Ook stroomt 20% van het bloed voortdurend naar de hersenen. Zonder zuurstof sterven de hersenen.
Wetenschappelijk is de yoga-ademhaling onder andere onderzocht aan het Columbia College of Physicians and Surgeons in New York. Hieruit bleek dat de yoga-ademhaling een methode is die het autonome zenuwstelsel in balans brengt; ze bleek psychologische en stressgerelateerde klachten te beïnvloeden. De onderzoekers richtten zich op technieken uit de sudarshan kriya. Uit een ander Amerikaans onderzoek kwam naar voren dat ademhalingsoefeningen bijdragen aan een lager zuurstofverbruik, een lagere hartslag en een lagere bloeddruk, en dat ze verhoogde thèta-golven in EEG-metingen laten zien. Er is geen wetenschappelijke bewijs voor de effecten en het bestaan van prana of andere filosofieën rond levenskracht.
Prana is een subtiele, onzichtbare kracht. Het is de levenskracht die in het lichaam doordringt. Het is de factor die het lichaam met de geest verbindt— Swami Chidananda Saraswati
Yoga werkt primair met de energie in het lichaam, door de wetenschap van pranayama of energieregeling. Prana betekent ook 'adem'. Yoga leert – door adembeheersing – de geest te stillen en een hogere staat van bewustzijn te bereiken. De hogere leer van yoga plaatst iemand aan de technieken voorbij en het toont de yogabeoefenaar hoe deze de concentratie zo te richten dat de beoefenaar zich in harmonie met het goddelijke bewustzijn brengt en opgaat in het bewustzijn van het Oneindige— Kriyananda, Gowami

## Variatie en cycli
Bevrijding kan in pranayama worden volbracht door de loop van de inademing en uitademing te scheiden.— Patanjali, in de Yogasoetra's
In yogaseries zoals de Maangroet en de Zonnegroet beweegt het ritme van de ademhaling in één lijn mee met de asana's. In de genoemde groeten ademt de beoefenaar om de beurten per asana in- en dan weer uit. De Radja van Aundh wisselde het ritme van de ademhaling in de Zonnegroet af met, per asana, een inademing, dan een kumbhaka (adempauze) en dan een uitademing en in tandemoefeningen zoals de Vijf Tibetanen wordt een ademcyclus vaak in één heen- en weerbeweging voltooid. De volgende zes methoden geven aan hoe de verschillen tussen asana's meestal tot stand komen:
1. Volledige ademhaling: variaties hierin maken gebruik van de middenrifademhaling, flankademhaling en sleutelbeenademhaling door er een of twee van weg te laten of ze bewust los van elkaar te gebruiken.
2. Verlenging van de inademing: in dit geval sluit de beoefenaar de keel enigszins af zodat de lucht langzamer naar binnen stroomt. Ujjayi pranayama is bijvoorbeeld een techniek die hier gebruik van maakt. Tijdens het oefenen neemt men de tijd soms op.
3. Verlenging van de uitademing: ook hier sluit de beoefenaar het keelgat enigszins.
4. Verlenging van de tijd van de in- en uitademing gezamenlijk: de ademhaling blijft echter wel langzaam en in een ononderbroken stroom.
5. Verlenging van de kumbhaka: deze adempauze kan een beoefenaar zowel bij lege als bij volle longen vasthouden en zelfs in het midden van een adembeweging.[12]

## Kumbhaka
Kumbhaka is een pranayama waarbij de beoefenaar de ademhaling opschort. Dit kan zowel gebeuren nadat er volledig ingeademd of uitgeademd is, als gedurende een ademhalingsbeweging. Kumbhaka wordt in sommige gevallen ook wel alleen als benaming gebruikt voor de adempauze met volle longen; in dat geval heet de adempauze bij lege longen shunyaka. Kumbhaka maakt vaker onderdeel uit van andere ademhalingstechnieken. Andere voorbeelden hiervan zijn de stambha vritti, tri bandha kumbhaka en vaya viya kumbhaka. Verder gebruikt men kumbhaka tijdens mantra's, zoals het geval is met de sargarbha sahita kumbhaka.
Iemand die kwakkelt met de gezondheid, moet voorzichtig zijn met alle pranayama's waarin hij of zij kumbhaka toepast. Daarnaast kan het inhouden van de adem tijdens lichamelijke oefeningen gevaarlijk zijn. Tijdens de in- en uitademing neemt namelijk de druk in de borstholte afwisselend toe en af. Tijdens een training wordt de adem zwaarder en in dat geval zijn de drukveranderingen nog groter. Wanneer men tijdens een training de adem inhoudt, is er geen natuurlijke vermindering van de druk, waardoor er te veel spanning komt te staan op de bloedvaten en het hart.
De yogaleer verbindt verschillende eigenschappen aan de inademing, de uitademing en de kumbhaka zijn. De inademing (shwasa of puraka) staat in verbinding met Ha (zon) en staat voor verwarming, openheid, uitbreiding van bewegingen, ruimtelijkheid en het ontvangen van licht. De uitademing (prashwasa of rechaka) staat in verbinding met Tha (maan) en staat voor tegengestelde kwaliteiten, zoals verkoeling, grensbepaling, aarding, gecentreerdheid en het loslaten van duisternis. Kumbhaka staat voor verbinding, balans of vereniging van Ha en Tha (hatha) en voor neutraliteit, kwetsbaarheid, stilte, een punt van mogelijkheden en harmonie van licht en duisternis.
Prachhardana is een voorbeeld van een pranayama met kumbhaka, waarin men via stoten uitademt en vervolgens de kumbhaka aanhoudt. De uitademing gaat gepaard met veel kracht, alsof er wordt overgegeven. De kumbhaka houdt men aan zolang dat nog goed voelt en vervolgens is er een moment van ontspanning en een gewone ademhaling. Deze pranayama heeft onder andere ten doel het concentratievermogen te ontwikkelen. Ook gebruikt men het om het terugtrekken van de zintuigen aan te leren, dat in de Yogasoetra's van Patanjali staat omschreven staat als pratyahara.

## Klassieke pranayamatechnieken en aanverwant

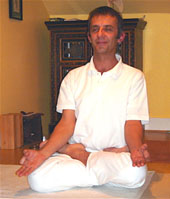
Hele Lotus

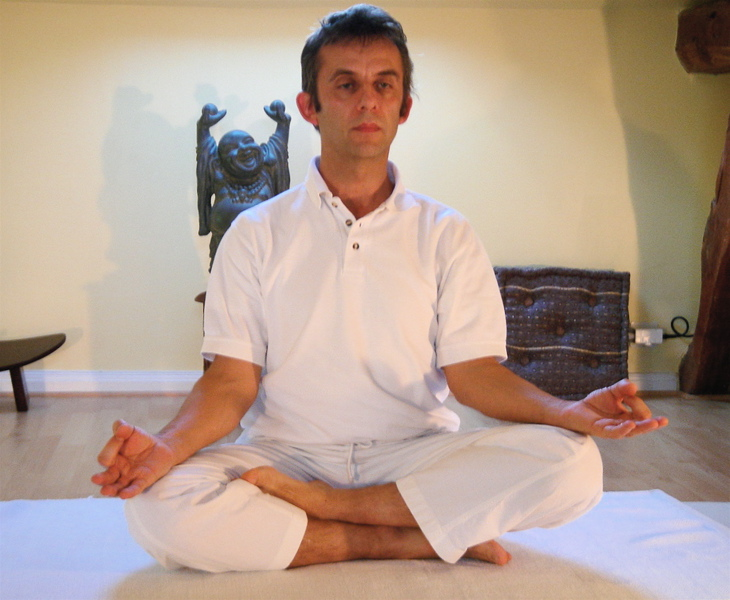
Halve Lotus

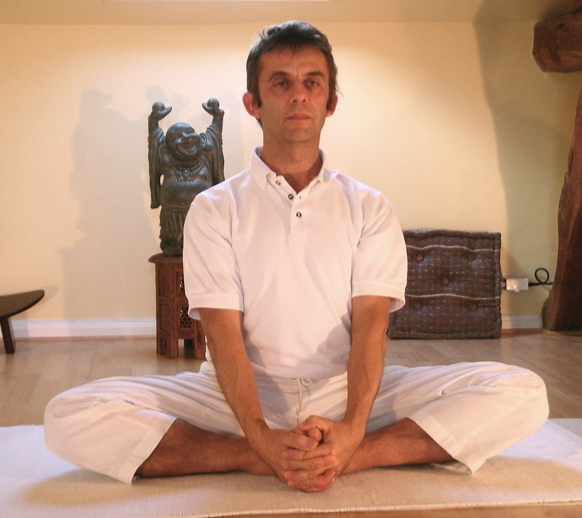
Gebonden Hoek

Er bestaan verschillende soorten pranayama, die de beoefenaar in sommige gevallen naast elkaar gebruikt. Het is geen doel op zich om zich blijvend aan de oefentechnieken vast te houden. Het zijn technieken die een ander doel nastreven, waaronder bijvoorbeeld ontspanning. De mens zal zich uiteindelijk het meest comfortabel voelen bij de volledige ademhaling. Een langzame, diepe en volledige ademhaling is belangrijk voor de uitscheiding van kooldioxide en de zuurstofopname in de longen. Tijdens een oefening bereikt men de maximale benadering indien de zuurstof rond de 10 à 20 seconden in de bronchiën blijft.

### Verwarmende ademhalingen
Ujjayi, ook wel versterker-ademhaling, oceaanademhaling of succesademhaling, genoemd, is een pranayama die al in de oude geschriften werd vermeld en is voornamelijk geliefd in de ashtanga vinyasa yoga, de oorspronkelijke vorm van poweryoga. Ujjayi is een sleutelbeenademhaling en zorgt ervoor dat er veel bloedcirculatie in de borstkas plaatsvindt. Hierdoor komt er een grote hoeveelheid energie vrij en bouwt het lichaam veel warmte op. Bij de beoefening van ujjayi transpireert men vaak dan ook rijkelijk.
Surya bhedana, ook wel de zondoorborende ademhaling, is een pranayama waarbij het lichaam net als bij ujjayi veel warmte opbouwt. Tijdens de inademing houdt de rechterhand in de shiva mudra het linkerneusgat dicht, waardoor de inademing door het rechterneusgat, de pingala-nadi, plaatsvindt. Daarop volgt de adempauze van de kumbhaka met twee afgesloten neusgaten en vervolgens de beoefenaar met de jalandhara bandha uitademt door het linkerneusgat ida.
Chandra bhedana of maandoorborende ademhaling is een ademhaling die bij de traditionele pranayama's hoort. Chandra bhedana is een techniek die vroeger alleen aan gevorderde yogi's werd onthuld. Zij mochten hem daarbij alleen uitvoeren wanneer het tijdstip, de plaats, voeding en vasten erop afgestemd waren. Deze pranayama heeft tot doel overmatige hitte uit het lichaam te verdrijven en gal te verwijderen.

### Zoemende ademhaling
Brahmari noemt men ook wel de zoemende ademhaling en is een pranayama die gebruikmaakt van neusademhaling door beide neusgaten. Bij deze pranayama, die goed geschikt is voor beginnende beoefenaars, is de stemspleet gedeeltelijk afgesloten, waardoor er een snurkend geluid ontstaat bij de inademing en een zoemend geluid bij een verlengde uitademing. Deze pranayama zou vooral ook geschikt zijn voor zwangere vrouwen, als voorbereiding op de weeën. Verder raden yogi's hem aan voor zangers, als middel om de stembanden en de stem helderder te laten klinken.

### Mondademhalingen
Sitkari is de sissende ademhaling en vormt net als sithali een uitzondering binnen pranayama, aangezien de beoefenaar niet door de neus maar door de mond ademt. Bij sitkari drukt de tong tegen het verhemelte aan is de inademing langzaam. Hierbij ontstaat een sissend geluid. Hierop volgt een zo lang mogelijke kumbhaka en een uitademing door de neus.

### Pompbewegingen
Bhastrika wordt ook wel de blaasbalg genoemd, aangezien de buik net als een blaasbalg pompende bewegingen maakt. Bij bhastrika is er sprake van de middenrifademhaling. Bij bhastrika ligt in de regel met een duidelijke nadruk op de uitademing; deze is krachtig en actief, terwijl de inademing passief en reactief blijft. De uitademing vindt in deze oefening plaats met een krachtig intrekken van het buikoppervlakte naar binnen. Deze ademhaling wordt in een snel ritme meerdere keren kort, snel en sterk achter elkaar herhaald en fungeert de buik als pomp.

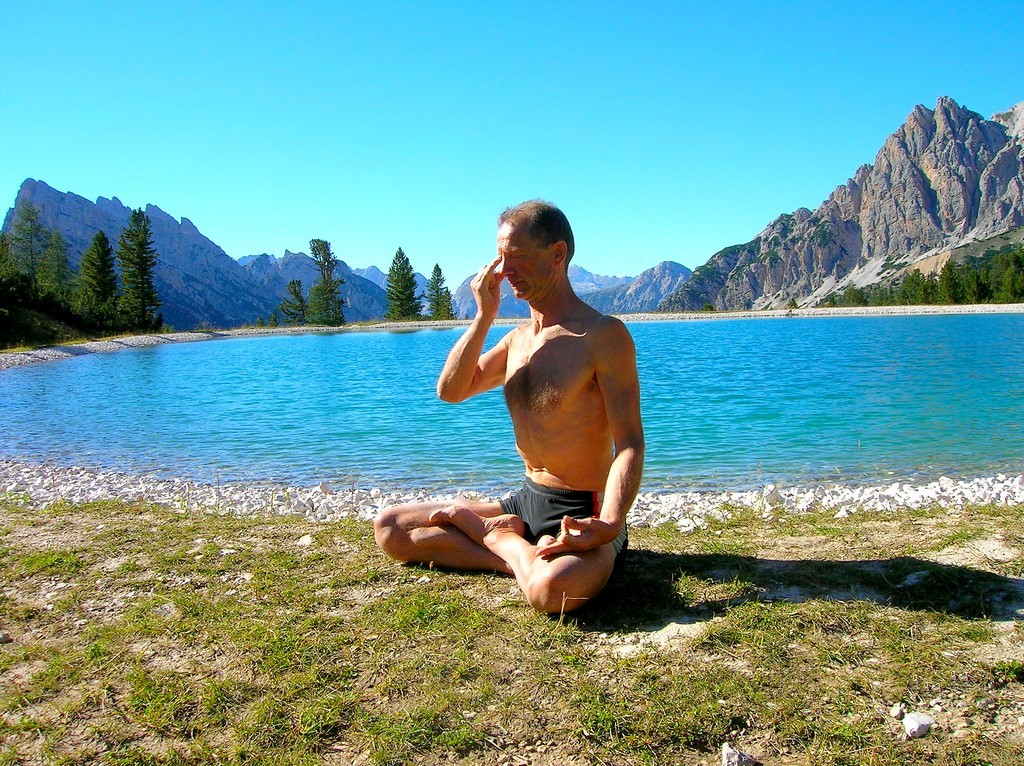
Kapalabhati

Kapalabhati, die net als agni prasana ook wel de vuurademhaling wordt genoemd, is een ademhaling uit de kundalini yoga die sommige yogi's niet tot de pranayama's rekenen. Kapalabhati valt namelijk (ook) onder de kriya's, de reinigingstechnieken binnen de yoga. Deze vuurademhaling heeft tot doel de luchtwegen fysiek te zuiveren van slijm en gal, met gebruikmaking van pompbewegingen met de buik. Kapalabhati is een ademhaling die men vaak verward met de bhastrika.
Agni prasana heeft net als kapalabhati ook wel de bijnaam vuurademhaling en is een traditionele pranayama uit de hatha yoga, die men niet tot de klassieke technieken rekent. Deze pranayama voert de beoefenaar uit vanuit de siddhasana, een van de kleermakerszithoudingen, en bestaat uit een snel opeenvolgende in- en uitademing van tussen de vijftien en dertig keer, waarbij de buik intrekt en uitzet. Deze pranayama heeft ook wel als doel om de spijsvertering te verbeteren en als afslankmiddel.

### Coma-ademhaling
Murcha noemt men ook wel de coma-ademhaling of stervende ademhaling, omdat de jalandhara bandha, het kinslot, zo lang wordt ingezet totdat het punt van flauwvallen bijna is bereikt. Deze pranayama is bedoeld voor de meer gevorderde yogi's, omdat beginners er inderdaad bij kunnen flauwvallen. Verder roept een succesvolle uitvoering een ontspannen en halfbewuste flauwtegevoel op. Het beoefenen van Murcha is bedoeld als middel tegen angst, depressie en psychische stoornissen.
Sithali heet ook wel de verkoelende ademhaling. Bij deze pranayama schuift de tong iets naar buiten en krult het aan de zijkanten omhoog. Hierdoor vormt de tong een soort rietje, om de lucht mee naar binnen te zuigen. Zowel sithali als sitkari werken verkoelend op het lichaam en stillen honger en dorst. Ze zijn daarom voor yogi's van nut tijdens warm weer of vasten.

### Drijvende lucht
Plavini, ook wel drijvende lucht, is een pranayamatechniek, terwijl het dat eigenlijk ook weer niet is, aangezien men als het ware lucht drinkt en de lucht in de maag houdt. Een van de doelen van Plavini is het gebruik als middel tegen maagzweren, zuurbranden, overmatig eten en gasvorming. De buik zwelt met de techniek iets op en maakt het geluid van een trommel. Yogi's gebruiken het om het enkele dagen uit kunnen houden zonder voedsel en om het bloed sneller door het lichaam te laten stromen. Na de beoefening van deze pranayama zou men als een lotusblad op het water blijven drijven. Deze techniek is daarom geschikt voor gebruik in mineraalbaden of andere ontspanningsbaden. Hij kan echter ook gewoon zittend worden uitgevoerd in een kleermakerszit.

## Traditionele technieken
Er zijn verschillende traditionele pranayamatechnieken die niet in de klassieke geschriften voorkomen. Sommige zijn wel in de Hatha yoga pradipika opgenomen, die in de 15e eeuw werd opgeschreven door Swami Swatmarama. Ze zijn gedurende vele generaties overgeleverd omdat hun bruikbaarheid hebben bewezen bij het bereiken van de doelstellingen van yoga, zoals het vergroten van het eigen inzicht, de beheersing van de zintuigen en de eenwording met het innerlijke.
Verder hebben enkele Indiase yogascholen eigen pranayamatechnieken ontwikkeld, zoals de activerende ademhaling van Goswami Kriyananda. Volgens hem is er bij deze ademhalingstechniek sprake van een omgekeerde psychologie en dwingt het de spieren zich nog meer aan te spannen. Het effect hiervan is volgens de goswami dat het lichaam zich na deze pranayama-oefening extra zal ontspannen. Een beginner doet de pranayama-oefeningen aan het begin altijd minder intensief en voert het ritme op gedurende het verstrijken van de dagen of weken.

### Reiniging van de Nadi's
Volgens de klassieke raja yogaleer zijn nadi's de vitale levensstromen waar prana doorheen stroomt. Vergelijkbaar hiermee is het concept van de meridianen, die kanalen zijn voor qi. Er zijn veertien hoofdnadi's, waarvan shushumna, ida en pingala de belangrijkste zijn. Volgens de yogafilosofie activeert pranayama ze om het systeem te kalmeren.
Samanu is volgens de klassieke leer een van de belangrijkste yogamethoden om de nadi's te reinigen. Samanu is een combinatie van pranayama met de visualisatie van chakra's en mantra's, zoals van bijvoorbeeld de bija-mantras van aarde, vuur, lucht en maan. Samanu beoefent men om mentaal helderheid en sereniteit te voelen.
In anuloma viloma ademt men afwisselend door het ene en door het andere neusgat, in een verhouding van het tempo van 2 : 8 : 4 voor respectievelijk de inademingen, kumbhaka en uitademingen. Een ronde is hierbij als volgt opgebouwd:
1. Inademing door het linkerneusgat
2. Inhouden van de adem
3. Uitademing door het rechterneusgat
4. Inademing door het rechterneusgat
5. Inhouden van de adem
6. Uitademing door het linkerneusgat.[4]

Viloma is te omschrijven als tegendraads of tegen de aard van de natuur ingaan. Dat komt ook overeen met deze pranayama, waarin de inademing en uitademing niet een voortdurende stroom kennen, maar een proces vormen van verschillende onderbrekingen, zodat het gehele proces van in- en uitademing vergroot. Deze pranayama bestaat uit twee fases, waarbij de beoefenaar in de eerste fase telkens wisselt tussen de inademing en een ademstop, net zo lang totdat uiteindelijk de longen vol zijn. In de tweede fase gebeurt dat juist bij de uitademing. Verder gaat de pranayama in beide fases gepaard met jalandhara bandha. Van deze pranayama wordt beweerd dat het een positieve uitwerking op de bloeddruk heeft: fase 1 voor een lage bloeddruk en fase 2 voor een hoge bloeddruk.
Anuloma gaat met het natuurlijke ritme mee. De inademing verloopt via beide neusgaten en na vijf seconden kumbhaka verloopt de uitademing de ene maal via het linkerneusgat en de volgende maal via het rechterneusgat. Deze pranayama staat bekend om een kalmerende werking en is daarnaast bestemd voor de bevordering van de spijsvertering en een goede nachtrust.
Pratiloma werkt tegengesteld aan anuloma. Bij pratiloma verloopt de inademing de ene maal via het linker- en de volgende keer via het rechterneusgat. Na de kumbhaka gaat de uitademing via beide neusgaten. Ook deze pranayama kent een positieve invloed hebben op de nachtrust en het zou slijmoplossend werken en hulp bieden voor bijvoorbeeld astmapatiënten.
Bij nadi sodhana ademt de beoefenaar afwisselend door het linker- en rechterneusgat. De yoga schrijft aan beide neusgaten een andere energievorm toe. Het rechterneusgat (pingala) staat voor solaire energie (warmte, activiteit, mannelijke energie) en het linkerneusgat (ida) voor lunaire energie (koelte, passiviteit, rust, vrouwelijke energie). Nadi sodhana heeft tot doel evenwicht te brengen tussen deze twee polen en het de nadi's van blokkades te bevrijden.
Een andere wisselademhaling is sukha purvaka, die overeenkomsten vertoont met anuloma viloma. Het verschil is dat de kumbhaka bij suka purvaka langer aanhoudt. Deze pranayama voert men in een kleermakerszit uit door met de rechterhand in de shiva mudra afwisselend een neusgat af te sluiten en elke vijf seconden door het andere neusgat in te ademen. Bij de inademing wordt er geassocieerd dat de spirituele eigenschappen van liefde, vrede en vreugde mee naar binnen geademd worden en bij de uitademing dat de goddelijke eigenschappen naar buiten stralen en met al het andere leven gedeeld worden. Bij dagelijks beoefening wordt deze pranayama gewaardeerd dat het een helderdere en standvastigere geest brengt en een toename van de concentratie oplevert.

### Evenwicht voor de twee schalen
De neti's de ida en pingala noemt men de twee schalen. Ze staan symbolisch voor de maan- en de zonne-energie en in de mystiek hebben ze verschillende betekenissen. Ida is verbonden met de maan en staat voor introversie en vrouwelijke energie en een verkoelende werking; pingala is verbonden met de zon en staat voor extraversie en mannelijke energie en een opwarmende werking.
Het doel van de vaya viya kumbhaka is om de twee schalen (ida en pingala) in evenwicht te brengen. Bij deze pranayama staart de beoefenaar in de kleermakerszit naar het zogenaamde zonnecentrum, het deel van de neuswortel dat tussen de wenkbrauwen begint en dat men in sommige tradities ook wel het derde oog noemt. Hij houdt dit gedurende twaalf tot vierentwintig neusademhalingen vol en voert tijdens een volledige uitademing drie bandha's uit, de jalandhara, mula en uddiyana bandha. Volgens Kriyananda verwijdert deze pranayama slijm uit de neus, keel en longen en is het daarom een middel tegen chronische verkoudheid. De kundalini-energie zou erdoor van onderaan de ruggengraat naar boven stijgen.
Sahita kumbhaka, ook wel bahya abhyantara kumbhaka of tandemademhaling, is een andere techniek waarbij men de balans van de twee schalen zoekt. Deze pranayama is een zogenaamde tandemademhaling omdat er tussen de langzame in- en uitademingen kumbhaka's worden ingelast. De mantra die bij deze pranayama hoort, is ohm aarah. Van Sahita kumbhaka wordt aangenomen dat het de concentratie verbetert.

### Mantrabegeleide pranayama's

Ohm (Devanagari)

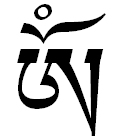
Ohm (Tibetaans)

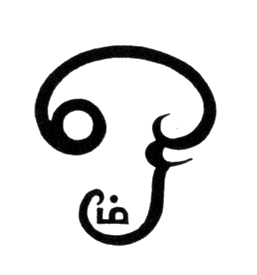
Ohm (Tamil)

Een mantra is een lettergreep waarvan yogi's geloven dat de geluidstrilling in het causale en astrale universum bestaat. Vooral in India hechten yogi's veel waarde aan de mantra yoga, aangezien de mantra's tot stilte leiden en een meditatieve staat opleveren. Om is de moeder van alle mantra's en heet ook wel de oerklank van de schepping. Deze mantra is ook symbool van de wijsheid, omdat hij gezien wordt als de trillingsklank van Sri Brama. In de Yogasoetra's gebruikte Patanjali synoniemen voor het Goddelijke als de Kosmische klank Ohm en schreef hij verder over het brommen van de Trillende Motor.
Volgens Bala Sahib, de Radja van Aundh, zouden de mantra's voor veel westerlingen duister, kinderachtig of niet zinvol lijken. De radja, die bekend is om zijn aandeel in de verspreiding van de zonnegroet, was echter van mening dat de stembanden evenveel baat bij beweging hebben als de spieren in het lichaam.
Ohm sahita rechaka is Sanskriet voor Om tijdens de ademhaling. Bij beze pranayama is er in de middenrifademhaling sprake van een ononderbroken uitademing met een zacht zoemend geluid. De zoemtoon duurt rond de veertig seconden: dertig seconden voor de "o"-klank en tien seconden voor de "m"-klank van de ohm-mantra. Volgens Goswami Kriyananda gaat een yogabeoefenaar in deze zoemende toon op alsof hij erin baadt en verbetert hij de ademhaling, stabiliseert het intellect en maakt hij het bewustzijn rustiger.
Sargarbha sahita kumbhaka maakt gebruik van een mentale mantra. Tijdens een vast ritme zingt een beoefenaar in gedachten achtmaal ohm tijdens de inademing, tweeëndertig keer tijdens de kumbhaka en zestien keer tijdens de uitademing. Verder geschiedt de ademhaling afwisselend via het ene of andere neusgat.
Bij sapta vyahrita is er sprake van meerdere mantra's die in gedachten worden gezongen. Het nut van sapta vyahrita wordt erin gezien dat het dwalen van de gedachten ermee ophoudt en het denken overgaat naar concentratie en worden de intellectuele vermogens verbeterd. Het gaat om de volgende mantra's:
- Ohm bhub (of bhu = aarde)
- Ohm bhuwah (of bhuvah = atmosfeer)
- Ohm swaha (of suvah = hemel)
- Ohm manah (of maha = kosmische geest)
- Ohm janah (janah = gelukzaligheid)
- Ohm tapah (tapah = kracht)
- Ohm Satyam (satyam = waarheid)

Samanu en sahita kumbhaka zijn twee andere, door mantra's begeleide pranayama's.

### Bandhabegeleide pranayama's

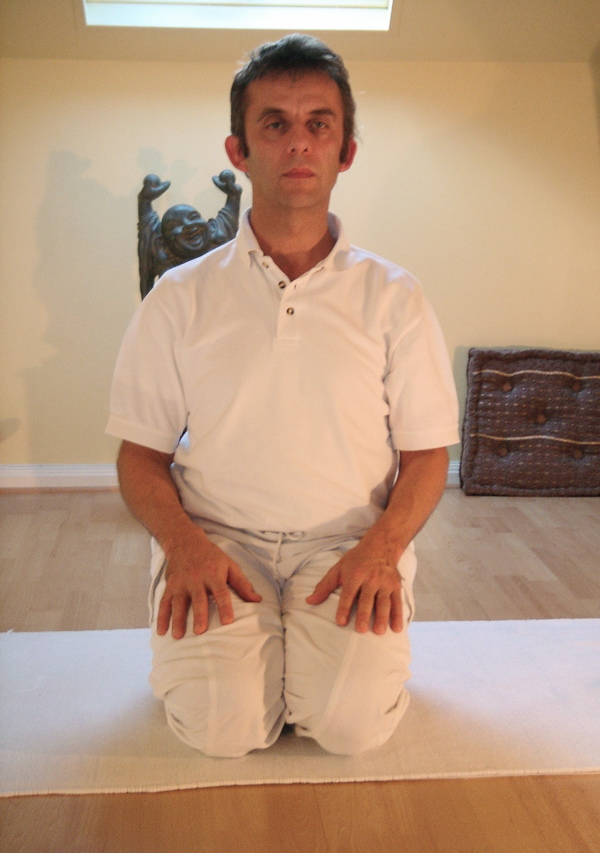
Vajrasana

Een bandha is een combinatie van een asana met een pranayamatechniek en heeft als doel gebundelde hoeveelheden prana vast te houden en te gebruiken. Bij een bandha is er sprake van druk, samentrekking en kracht van of op de spieren. Het gebruik van bandha's komt vooral voor bij pranayama-oefeningen en een beoefenaar gebruikt soms ook enkele tegelijk gebruikt. Dit is vaak het geval bij de jalandhara en mula bandha, die de bedoeling hebben apana met prana verenigen. Uddiyana bandha heeft tot doel na een uitademing prana omhoog te stuwen, zodat het prana zich niet verspreidt maar in het lichaam vastgehouden blijft en elektrische stroom zich omzet in geestelijke energie.
De pranayama tri bandha kumbhaka voert een beoefenaar vanuit de vajrasana uit, terwijl hij op een moment de adem vastzet, ongeacht er op dat moment in- of uitgeademd wordt. Dan voert hij de jalandhara, mula en uddiyana bandha tegelijk uit en houdt hij de adempauze zo lang mogelijk vast. Het doel van deze pranayama is het verhogen van het concentratievermogen en het stabiliseren van de geest.
Prana apana samyukta is een pranayama voor gevorderden, voor het in evenwicht brengen van de op- en neergaande ademhaling. Volgens de klassieke leer worden tijdens deze pranayama in combinatie met de jalandhara en mula bandha apana met elkaar vermengd.
Bij de klassieke pranayama's surya bhedana, kapalabhati en murcha voert men meestal ook bandha's uit.

### Mudrabegeleide pranayama's

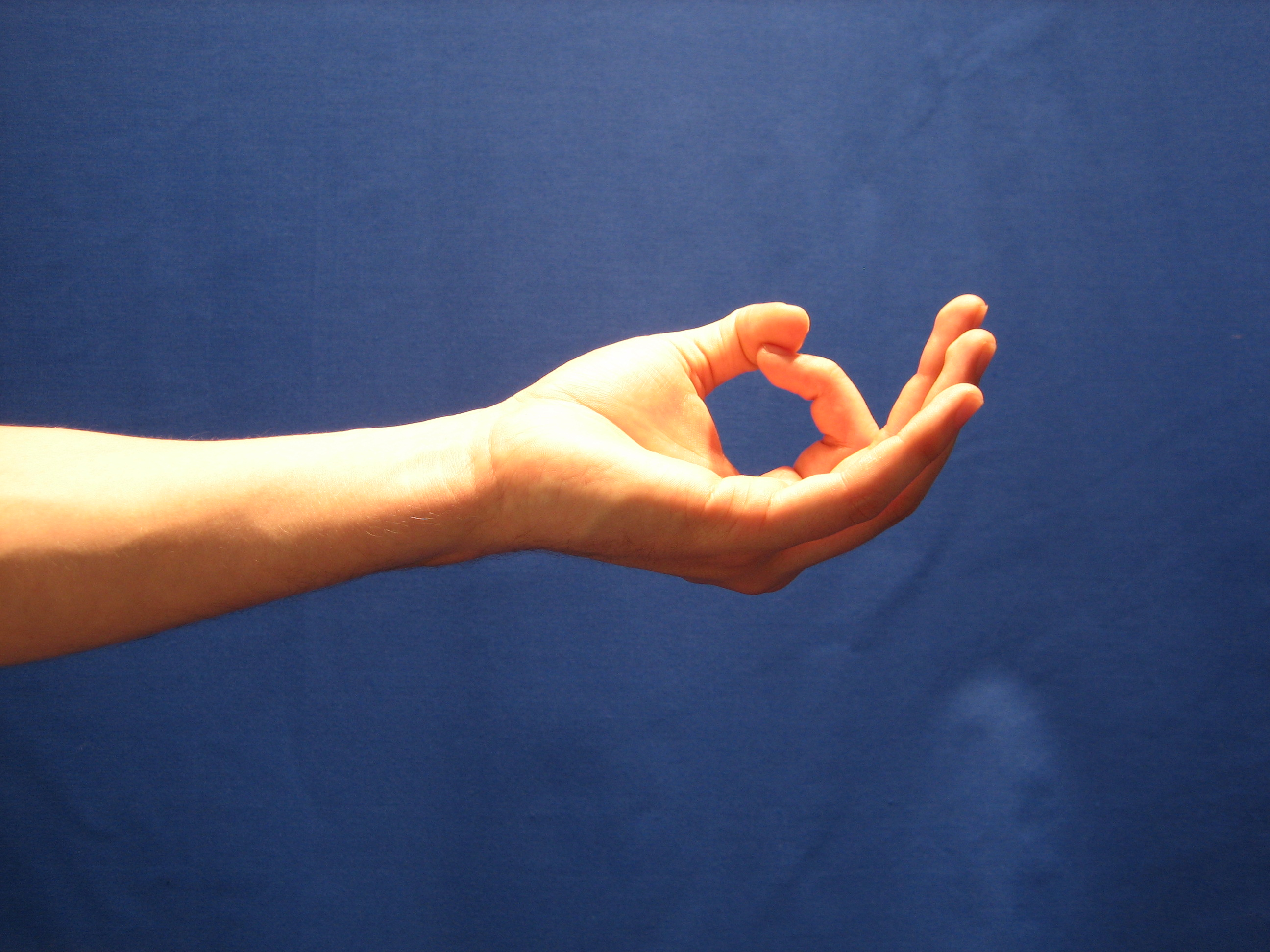
Jnana mudra

Een mudra is een bepaalde houding van de hand, die van dienst is tijdens het uitvoeren van meditatie of pranayama. Een mudra is soms nuttig, omdat de beoefenaar er de concentratie beter mee vast kan houden. Een yogi verklaart dit met het beter doorstromen van prana tussen de ene en de andere vingers, zoals in de jnana mudra of yoni mudra. Op andere momenten is een mudra puur praktisch van nut, daar vingers dan een neusgat afsluiten wanneer het de bedoeling is dat er door het andere neusgat ingeademd wordt.
Sarva dwara baddha noemt men ook wel "de op de zon gerichte ademhaling". In deze pranayama sluit de yogi na een volledige ademhaling alle zintuigen af met de yoni mudra en staart vervolgens naar het zonnecentrum. Het is de bedoeling dat de beoefening helpt de concentratie te verhogen en de geest te stabiliseren.
Veel pranayamatechnieken voert men met mudra's uit, zoals bij de sukha purvaka en de surya bhedana.

### Adembewegingvariaties
Bij de volgende pranayama's ligt de nadruk op het wel of niet variëren met ritme en duur van de adembewegingen.
Bij Sama vritti is er sprake van een identieke beweging. Een beoefenaar wil in deze pranayama uniformiteit bereiken in de adembewegingen. Aan het begin houdt hij de adem nog niet in, maar na enkele cycli gebruikt hij een gelijkmatig verdeelde ademhaling van tien seconden voor zowel de inademing, de kumbhaka als de uitademing.
Bij visama vritti zijn de cycli van de inademing, kumbhaka en uitademing onregelmatig verdeeld. De tijdseenheden kunnen variëren van enkele tot vijf seconden en zijn als volgt verdeeld: eerst in de verhouding 1 : 4 : 2, vervolgens 2 : 1 : 4 en dan 4 : 2 : 1. Na drie volledige cycli volgt een volledige ontspanning bij een volledige ademhaling.
Stambha vritti is een pure kumbhakatechniek, doordat de nadruk ligt op de adempauze. Een beoefenaar kan deze techniek op twee manieren uitvoeren, met lege of met volle longen. Bij de uitvoering met lege longen ademt hij krachtig uit via de mondademhaling en sluit de mond zo lang als het goed voelt. Dit noemt men ook wel lege schaal (ida stambha vritti). In de stambha vritti met volle longen ademt hij snel en volledig door de mond in, zolang het goed voelt. Dit noemt men ook wel volle schaal (pingala stambha vritti). Bij de uitademing laat hij de lucht via de open mond snel los, maar gebruikt daarbij geen kracht.
Abhyantara bahya stambha vritti is een combinatie van de voorgaande pranayama's, sama vritti, visama vritti en stambha vritti en is een verlengde ademhaling in vier fasen. Bij deze pranayama wordt zo langzaam en rustig mogelijk ingeademd, houdt men vervolgens de kumbhaka zo lang mogelijk vast (zolang het goed voelt) en vervolgt dan zo langzaam en rustig mogelijk met de uitademing. Hierop volgt weer een kumbhaka.

### Versterking van meditaties
Dirgha sukshma is een verlengde krachtige ademhaling, waarbij een beoefenaar – net als bij suksama shwasa prashwasa – een stukje katoen met de adem verplaatst. De afstand tussen het stukje katoen en de neus maakt hij in het geval van deze pranayama geleidelijk groter. De ademhaling verbetert zich bij de verruiming van de afstand eerst in het hart, dan in de navel, vervolgens onderaan de wervelkolom tot uiteindelijk in de voeten. Het oefenen levert een steeds dieper en krachtiger ademhaling op, terwijl de adembeweging toch rustig blijft. De bedoeling ervan is het kalmeren van de geest en het versterken van meditaties.
Bij suksama shwasa prashwasa is het juist de bedoeling dat het stukje katoen niet door de adem verplaatst. Bij deze techniek verkleint men geleidelijk de afstand tussen het stukje katoen en de neus. Het doel is hierbij dat de uitademing zich ontwikkelt tot een gelijkmatige, zachte en rustige in- en uitademing. Deze pranayama heeft een vergelijkbare uitwerking als de dirgha sukshma.
Chatur mukhi heeft ook wel de bijnaam bevrijdende ademhaling in vier fasen en begint in de kleermakerszit. De beoefenaar draait het hoofd wordt naar de linkerschouder en ademt via beide neusgaten in en direct weer krachtig via het linkerneusgat uit. Daarop vervolgt hij dezelfde techniek op een tegengestelde manier. De bedoeling van deze pranayama is het versterken van de zenuwen in de keel, nek en neus en het reinigen van de astrale kanalen van het subtiel lichaam, met name de pingala en ida.